# Moto3
Moto3 es la categoría de menor cilindrada del Campeonato Mundial de Motociclismo, considerado como el certamen internacional más importante en el ámbito de la velocidad sobre dos ruedas. Esta categoría sustituye en el año 2012 a la de 125cc y su organización viene determinada por la Federación Internacional de Motociclismo (FIM), al igual que ocurre con el resto de categorías del campeonato: MotoGP, Moto2 y MotoE.

## Características
La categoría Moto3 nace a raíz del cambio de normativa que prohíbe las motos de dos tiempos en la única categoría en la que estaban todavía activas, sustituyéndolas por las de cuatro tiempos como en las categorías de Moto2 y MotoGP. Las Moto3 deben incorporar un motor prototipo de cuatro tiempos, monocilíndrico y de 250cc. La categoría está abierta a todas las marcas y el coste del propulsor se limitó a 12.000 €.

### Reglamento
Motor
- Solo se permiten motores de 4 tiempos.
- Cilindrada máxima de 250cc en un único cilindro.
- Diámetro máximo 81 mm, no se permiten pistones ovales.
- Los motores deben ser atmosféricos, no se permiten turbocompresores ni supercargadores.
- Revoluciones máximas permitidas: 14000.
- Solo se permite una bujía.
- Cuatro válvulas máximo.
- No se permiten sistemas neumáticos o hidráulicos en las válvulas.
- El sistema de mando de las válvulas será por cadena.
- Válvulas de ajuste variable o sistemas de apertura variable de válvulas están prohibidos.

Suministradores de motores
- Se define como motor completo el conjunto que incluye el sistema de admisión y la transmisión completa.
- El precio máximo del motor no superará los 16.000 euros. No se podrá utilizar las partes opcionales ni contratos de servicio para sobrepasar este precio.
- Cada fabricante de motores deberá ser capaz de suministrar motores y recambios para al menos 15 pilotos por temporada si lo solicitan.
- Cada fabricante de motores deberá confeccionar una lista de recambios con precio y fechas de entrega durante la temporada que será aprobada por los organizadores y no podrán cambiar durante la temporada. La aprobación se basará en los precios y tiempos de entrega vigentes en el mercado.
- En el caso de que se desarrollen actualizaciones o mejoras en los motores, éstas deberán estar disponibles para todos los participantes al mismo tiempo y respetando los límites de precios establecidos.

Admisión y sistemas de combustible
- No están permitidos los conductos de admisión de geometría variable.
- Solo se permite una válvula de control de gas que deberá ser accionada exclusivamente por medios mecánicos operados por el piloto. No se permite otros elementos móviles en el conducto de admisión (excepto los inyectores) tras esta válvula de control de gas. No se permitirá ninguna interrupción en el cable de accionamiento de esta válvula.
- Se permite el control de ralentí mediante sistemas de recirculación de aire controlados por la ECU.
- Su potencia ronda los 50 hp.
- Los inyectores de combustible deberán estar instalados antes de las válvulas de admisión del cilindro.
- Se permite un máximo de dos inyectores y dos controladores independientes de inyectores.
- La presión máxima del combustible no excederá los 5 bares.
- Solo se permite aire o mezcla aire/gasolina en el conducto de admisión y en la cámara de combustión.
- El combustible deberá cumplir con las normas establecidas por la FIM.

Sistemas de escape
- Están prohibidos los sistemas de escape de longitud variable.
- El límite de sonido será de 115 dB/a medidos en un test estático.
- No se permiten partes móviles en los escapes (por ejemplo válvulas, baffles, etc.).

Transmisión
- Se permiten un máximo de 6 velocidades.
- Se permiten un máximo de dos relaciones alternativas para cada velocidad de la caja de cambios y dos relaciones alternativas para la transmisión primaria. Los equipos deberán declarar las relaciones que vayan a utilizar al inicio de la temporada.
- Se prohíben los sistemas electro mecánicos o electro hidráulicos de accionamiento del embrague.

Ignición, electrónica y Data-Logging
- Solo se permitirá la ECU aprobada por la organización.
- Esta ECU permanecerá inalterada en software y hardware, se utilizará tal cual sea suministrada por la organización. Solo se permitirán los ajustes finos incluidos en el software suministrado.
- El director Técnico podrá requerir que cualquier equipo cambie la ECU de cualquier moto por cualquier otra estándar.
- Esta ECU oficial incluirá un limitador de revoluciones.
- Solo se podrá utilizar el sistema de Data-Logging aprobado por los organizadores.

Chasis
- El chasis será un prototipo, su diseño y fabricación se ajustará a lo establecido por la comisión de Regulaciones Técnicas de Gran Premio de la FIM.
- El peso mínimo total será de 148 kg incluyendo moto y piloto.
- Los frenos serán de aleaciones con base de acero.
- Los sistemas de suspensión serán pasivos convencionales de tipo mecánico. Se prohíben las suspensiones activas o semiactivas y cualquier control electrónico de cualquier aspecto de la suspensión o de la altura de pilotaje. Los muelles deberán estar hechos de aleaciones procedentes del acero.

Ruedas y neumáticos
- Los únicos materiales permitidos para las llantas serán aleaciones de Magnesio y Aluminio.
- Las medidas permitidas son: Delantera 2.50” x 17” Trasera 3.50” x 17”
- Se controlará el número y las especificaciones de los neumáticos utilizados por cada piloto.
- Solo se podrán utilizar ruedas proporcionadas por el Suministrador oficial.

Materiales y construcción
- Los materiales deberán cumplir con la norma 2.7.10 de las Regulaciones de Gran Prix de la FIM.
- Árboles de levas, cigüeñales, bulones del pistón deberán estar fabricados en aleaciones derivadas del acero.
- Los cárteres, bloques del cilindro y culatas deberán estar fabricados en aleaciones derivadas del aluminio.
- Los pistones deberán estar fabricados con aleaciones de aluminio.
- Las bielas, válvulas y los muelles de estas deberán ser fabricadas de aleaciones derivadas del acero o del titanio.
- Las aleaciones “basadas en” son aquellas en las que el material de mayor proporción es el establecido.

Normas generales
- Número de motos: Cada equipo solo podrá utilizar una moto por piloto.
- Número de motores: Se permiten un máximo de 8 motores por piloto durante toda la temporada. Un motor reconstruido cuenta como motor nuevo.
- Se podrá requerir a los equipos que registren los motores en el control técnico el día anterior a la primera práctica de cada carrera. Estos motores serán sellados y no se podrá romper estos sellos excepto bajo la supervisión de un director técnico. Solo se podrán utilizar motores sellados y registrados en la pista. Cualquier motor presentado sin los sellos oficiales en el control contará como un motor nuevo.
- Las regulaciones que no se recogen en este reglamento deberán atenerse a las especificaciones establecidas en FIM Grand Prix Regulations.

## Temporada actual
La temporada 2025 del Campeonato del Mundo de Moto3 será la 14.ª edición de este campeonato creado en 2012. Este campeonato forma parte de la 77.ª edición del Campeonato del Mundo de Motociclismo.

## Palmarés
| Año  | Primero             | Puntos | Segundo               | Puntos | Tercero          | Puntos |
| ---- | ------------------- | ------ | --------------------- | ------ | ---------------- | ------ |
| 2012 | Sandro Cortese      | 325    | Luis Salom            | 214    | Maverick Viñales | 207    |
| 2013 | Maverick Viñales    | 323    | Álex Rins             | 311    | Luis Salom       | 302    |
| 2014 | Álex Márquez        | 278    | Jack Miller           | 276    | Álex Rins        | 237    |
| 2015 | Danny Kent          | 260    | Miguel Oliveira       | 254    | Enea Bastianini  | 207    |
| 2016 | Brad Binder         | 319    | Enea Bastianini       | 177    | Jorge Navarro    | 150    |
| 2017 | Joan Mir            | 341    | Romano Fenati         | 248    | Arón Canet       | 199    |
| 2018 | Jorge Martín        | 260    | Fabio Di Giannantonio | 218    | Marco Bezzecchi  | 214    |
| 2019 | Lorenzo Dalla Porta | 279    | Arón Canet            | 200    | Marcos Ramírez   | 183    |
| 2020 | Albert Arenas       | 174    | Tony Arbolino         | 170    | Ai Ogura         | 170    |
| 2021 | Pedro Acosta        | 259    | Dennis Foggia         | 216    | Sergio García    | 188    |
| 2022 | Izan Guevara        | 319    | Sergio García         | 257    | Dennis Foggia    | 246    |
| 2023 | Jaume Masiá         | 274    | Ayumu Sasaki          | 268    | David Alonso     | 245    |
| 2024 | David Alonso        | 421    | Daniel Holgado        | 256    | Collin Veijer    | 242    |

### Campeonatos por país
| País         |   |   |   |
| ------------ | - | - | - |
| España       | 8 | 5 | 7 |
| Italia       | 1 | 5 | 3 |
| Colombia     | 1 | 0 | 1 |
| Alemania     | 1 | 0 | 0 |
| Reino Unido  | 1 | 0 | 0 |
| Sudáfrica    | 1 | 0 | 0 |
| Japón        | 0 | 1 | 1 |
| Australia    | 0 | 1 | 0 |
| Portugal     | 0 | 1 | 0 |
| Países Bajos | 0 | 0 | 1 |

### Mundial de equipos
De 2012 a 2017 no hubo una clasificación por equipos en Moto3. Las temporadas resaltadas en verde muestran como hubiera terminado la clasificación de haberse disputado un campeonato mundial por equipos.
| Año  | Primero                        | Puntos | Segundo                  | Puntos | Tercero                        | Puntos |
| ---- | ------------------------------ | ------ | ------------------------ | ------ | ------------------------------ | ------ |
| 2012 | Red Bull KTM Ajo Moto 3        | 563    | Estrella Galicia 0,0     | 255    | RW Racing GP                   | 238    |
| 2013 | Estrella Galicia 0,0           | 524    | Red Bull KTM Ajo Moto 3  | 429    | Team Calvo                     | 332    |
| 2014 | Estrella Galicia 0,0           | 515    | Red Bull KTM Ajo Moto 3  | 320    | SaxoPrint–RTG                  | 299    |
| 2015 | Red Bull KTM Ajo Moto 3        | 456    | Leopard Racing           | 444    | Estrella Galicia 0,0           | 249    |
| 2016 | Red Bull KTM Ajo Moto 3        | 397    | Leopard Racing           | 323    | Gresini Racing Moto3           | 311    |
| 2017 | Leopard Racing                 | 421    | Del Conca Gresini Moto3  | 349    | Estrella Galicia 0,0           | 340    |
| 2018 | Del Conca Gresini Moto3        | 478    | Redox PrüstelGP          | 330    | Leopard Racing                 | 328    |
| 2019 | Leopard Racing                 | 462    | SIC58 Squadra Corse      | 252    | VNE Snipers                    | 251    |
| 2020 | Leopard Racing                 | 229    | Gaviota Aspar Team Moto3 | 212    | Sky Racing Team VR46           | 206    |
| 2021 | Red Bull KTM Ajo               | 430    | GasGas Aspar Team        | 313    | Leopard Racing                 | 288    |
| 2022 | GasGas Aspar Team              | 576    | Leopard Racing           | 376    | Sterilgarda Husqvarna Max      | 340    |
| 2023 | Liqui Moly Husqvarna Intact GP | 417    | Leopard Racing           | 349    | Red Bull KTM Ajo               | 344    |
| 2024 | CFMoto Aspar Team              | 466    | MT Helmets – MSi         | 355    | Liqui Moly Husqvarna Intact GP | 333    |

## Récords
El top-10 de los récords más notables conseguidos por pilotos de Moto3.
Actualizado tras el Gran Premio de la República Checa de 2025.
| Piloto           | Campeonatos |
| ---------------- | ----------- |
| Sandro Cortese   | 1           |
| Maverick Viñales | 1           |
| Álex Márquez     | 1           |
| Danny Kent       | 1           |
| Brad Binder      | 1           |
| Joan Mir         | 1           |
| Jorge Martín     | 1           |
| Lorenzo D. Porta | 1           |
| Albert Arenas    | 1           |
| Pedro Acosta     | 1           |
| Izan Guevara     | 1           |
| Jaume Masiá      | 1           |
| David Alonso     | 1           |

| Piloto             | Victorias |
| ------------------ | --------- |
| David Alonso       | 18        |
| Romano Fenati      | 13        |
| Joan Mir           | 11        |
| Dennis Foggia      | 10        |
| Jaume Masiá        | 10        |
| Luis Salom         | 9         |
| Maverick Viñales   | 8         |
| Álex Rins          | 8         |
| Danny Kent         | 8         |
| Jorge Martín       | 8         |
| Izan Guevara       | 8         |
| José Antonio Rueda | 8         |

| Piloto           | Podios |
| ---------------- | ------ |
| Romano Fenati    | 29     |
| Jaume Masiá      | 27     |
| Enea Bastianini  | 24     |
| Dennis Foggia    | 24     |
| Álex Rins        | 23     |
| David Alonso     | 23     |
| Maverick Viñales | 22     |
| Ayumu Sasaki     | 22     |
| Luis Salom       | 20     |
| Brad Binder      | 20     |
| Jorge Martín     | 20     |
| Sergio García    | 20     |

| Piloto            | Poles |
| ----------------- | ----- |
| Jorge Martín      | 20    |
| Álex Rins         | 13    |
| Jaume Masiá       | 10    |
| Enea Bastianini   | 9     |
| Niccolò Antonelli | 9     |
| Jack Miller       | 8     |
| Ayumu Sasaki      | 8     |
| Deniz Öncü        | 8     |
| Maverick Viñales  | 7     |
| Sandro Cortese    | 7     |
| Danny Kent        | 7     |
| Romano Fenati     | 7     |
| Tatsuki Suzuki    | 7     |
| David Alonso      | 7     |

| Piloto          | Vueltas rápidas |
| --------------- | --------------- |
| Jaume Masiá     | 15              |
| Romano Fenati   | 15              |
| Arón Canet      | 9               |
| Ayumu Sasaki    | 8               |
| Álex Márquez    | 7               |
| Brad Binder     | 7               |
| Deniz Öncü      | 7               |
| Luis Salom      | 6               |
| Miguel Oliveira | 6               |
| Darryn Binder   | 6               |
| Izan Guevara    | 6               |
| David Alonso    | 6               |